# Міла Зеленська
Міла Зеленська (нар. 24 березня 1992, Лозова, Харківська область) — event продюсер, автор пісень. Сестра американської та російської акторки Марії Машкової.

## Життєпис
Міла Зеленська народилась у місті Лозова, Харківська область у 1992 році у родині Тетяни Зеленської та Юрія Назаренко.
2009 року закінчила Харківську загальноосвітню школу № 35.
2009 року вступила до Харківського національного університету імені В. Н. Каразіна за спеціальністю «Філологія» закінчивши його у 2014 році з дипломом магістра.
З 2019 року пробує себе у музиці та стає автором та виконавицею власних пісень.

### Переїзд до Австрії
3 березня 2022 року під час повномасштабного вторгнення Росії в Україну Міла Зеленська разом із сином Артемом переїжджають до Австрії, де проживають дотепер .

## Проект «Надєждіни»[3]
Вперше згадки у ЗМІ про Мілу Зеленську з'являються у 2023 році, після того, як на її сторінці та сторінці Марії Машкової у Instagram з'являється інформація про те, що вони є сестрами та мають спільних прапрабабусю та прапрадідуся.
Прародичами Міли Зеленської є Меланія Францівна Зеленська (Севрук) та Євген Осипович Зеленський, який був революціонером, що протистояв Володимиру Леніну. Прапрабабуся Міли писала особистий щоденник, у якому з жіночої точки зору описували тогочасний політичний стан, та як це — бути жінкою революцінера. Саме цей щоденник стане основою для проекта «Надєждіни», а саме — книги та моновистави за його мотивами. Разом із сестрою Марією Машковою Міла презентувала виставу та книгу у Молдові у жовтні 2023 року .
Вистава «Надєждіни» Марії Машкової була тепло принята глядачами у Молдові та США, тому невдовзі був запланований тур Європою. Міла активно бере участь у промо проекту, бере участь у інтерв'ю для YouTube та телебачення. Сестри разом дали інтерв'ю для популярного YouTube — проекту російської журналістки — іноагентки Катерини Гордєєвої «Скажи Гордеевой» .

## Дискографія

### Сингли
- «Ну давай, расскажи» (2019)
- «Ничего ему» (2020)